# Ủy ban Xã hội về Chăm sóc Nghĩa trang và Di tích Do Thái
Ủy ban Xã hội về Chăm sóc Nghĩa trang và Di tích Do Thái (tiếng Ba Lan: Społeczny Komitet Opieki nad Cmentarzami i Zabytkami Kultury Żydowskiej) là một tổ chức đi vào hoạt động từ năm 1981, do  họa sĩ Eryk Lipiński và Jan Jagielski cùng một số thành viên khác đồng sáng lập. Nhiệm vụ của Ủy ban là chăm sóc các địa điểm và di tích liên quan đến văn hóa và lịch sử của người Do Thái Ba Lan. Hiện tại, Ủy ban hoạt động trong cơ cấu của Hiệp hội Bảo vệ Di tích Ba Lan .
Ủy ban tiến hành công việc liên quan đến việc cải tạo và tưởng niệm các nghĩa trang, giáo đường Do Thái, bảo tồn địa điểm và sự kiện liên quan đến lịch sử của người Do Thái ở Ba Lan. Ngay từ đầu, Ủy ban đã tập hợp những người không phải là người Do Thái nhưng có mối quan tâm đến việc lưu giữ ký ức về địa điểm liên quan đến văn hóa Do Thái.
Gần đây, Ủy ban xem xét việc tự giải thể do không có khả năng hỗ trợ tài chính. Theo đạo luật mới, chỉ có chủ sở hữu của cơ sở, tức là cộng đồng người Do Thái, mới có thể nhận được sự hỗ trợ về ngân sách.